# 大野町立大野小学校
大野町立大野小学校（おおのちょうりつ おおのしょうがっこう）は、岐阜県揖斐郡大野町大野にある公立小学校。児童数は2013年現在で450人である。

## 通学区域
- 通学区域は黒野の大部分、野、西方、桜大門（桜大門457番地1を除く[注釈 1]）、寺内（古城北町）、大野、稲畑（大野三区東）であり、公立中学校の進学先は大野町立大野中学校である[1]。

## 沿革
沿革節の主要な出典は公式サイト及び大野町史。尚、公式サイトでの大野小学校の開校年は1910年（明治43年）となっている。
- 1872年（明治5年）11月 - 野村に成文舎が開校。野村、西方村、桜大門村を学区とする。
- 1873年（明治6年）
  - 2月26日 - 西黒野村に皡々義校が開校。東黒野村、西黒野村、六里村、麻生村、相羽村、下方村、木振村、更地村、上秋村、古川村、寺内村、稲畑村を学区とする。支校として上秋村に第一支校（憲章義校）、更地村に第二支校（発蒙義校）を設置する。
  - 9月 - 皡々義校の支校として下方村に番外支校を設置。
- 1875年（明治8年） -
  - 皡々義校の第一支校、番外義校を廃止する。
  - 皡々義校の第二支校（発蒙義校）が発蒙義校として独立。
- 1878年（明治11年） - 発蒙義校が稲富小学校に改称する。
- 1880年（明治13年） - 成文舎が野村小学校に改称する。
- 1882年（明治15年） - 下方村に皡々義校の分校を設置。1・2年が通学する。
- 1883年（明治16年） - 下方村の分校を廃止。
- 1885年（明治18年） - 稲富小学校と野村小学校が合併し、鴻漸小学校となる。校舎は旧稲富小学校と旧野村小学校を使用。
- 1886年（明治19年） -
  - 鴻漸小学校が稲富尋常小学校と野村尋常小学校に分離する。
  - 皡々義校が黒野尋常小学校に改称する。
- 1889年（明治22年） -  野村、西方村、桜大門村、大野村が合併し、豊木村が発足。同時に野村尋常小学校は豊木尋常小学校に改称する。
- 1891年（明治24年） -  黒野村に黒野高等小学校が開校する。
- 1892年（明治25年） -  黒野高等小学校に裁縫専修科を設置する。
- 1893年（明治26年） -  黒野尋常小学校と黒野高等小学校を統合し、黒野尋常高等小学校となる。
- 1907年（明治30年） -  黒野村、六里村、麻生村、相羽村、下方村が合併し、大野村が発足。
- 1908年（明治31年） -
  - 稲富村、上秋村、古川村、寺内村、稲畑村が合併し、富秋村が発足。同時に稲富尋常小学校は富秋尋常小学校に改称する。
  - 黒野尋常高等小学校は大野尋常高等小学校に改称する。
- 1910年（明治43年）
  - 2月 - 大野尋常高等小学校の尋常科と高等科を分離。高等科は大野村立大野高等小学校となる。尋常科は豊木尋常小学校と富秋尋常小学校と合併し、大野村豊木村富秋村組合立大野尋常小学校として開校する。
  - 3月 - 大野村豊木村富秋村組合立大野尋常小学校と大野村立大野高等小学校が合併し、大野村豊木村富秋村組合立大野尋常高等小学校となる。
- 1911年（明治44年）4月 - 統合校舎が竣工する。
- 1932年（昭和7年）10月1日 - 大野村が町制を施行して大野町が発足。同時に大野町豊木村富秋村組合立大野尋常高等小学校に改称する。
- 1941年（昭和16年） - 国民学校令の施行により、大野国民学校に改称。
- 1945年（昭和20年）5月～9月 - 校舎の一部が陸軍兵舎となる。
- 1947年（昭和22年） - 学校教育法施行規則により、大野町立大野小学校に改称。
- 1954年（昭和29年）4月1日 - 大野町、西郡村、豊木村、富秋村が合併して改めて大野町が発足。同時に大野町立大野小学校に改称する。
- 1966年（昭和41年） - 新校舎（鉄筋コンクリート造。現在の北舎）が完成する。
- 1972年（昭和47年） - 特別教室棟（現在の南舎の一部）が完成する。
- 1975年（昭和50年） - 校舎を増築する。
- 1979年（昭和54年） - 大野町立北小学校を分離。
- 1982年（昭和57年） - 大野町立東小学校を分離。
- 1989年（平成元年） - 現在の体育館が完成する。
- 1990年（平成2年） - 現在のプールが完成する。
- 2002年（平成14年） - 岐阜県立わかあゆ学園内に大野分校を設置。

## 分校
- 大野分校

## その他
- 旧校舎（木造校舎）の特別教室は移築され、大野町民俗資料館として使用されている。

## 義務教育学校への再編計画
- 町内の全小中学校（小学校6校・中学校2校）を統合し、1つの義務教育学校とする計画である。校舎は新設し、2031年の開校の計画である[4]。